# Zhang Yining
Zhang Yining, född 5 oktober 1981 i Peking i Kina, är en kinesisk bordtennisspelare som tog individuellt OS-guld i Aten år 2004 och lyckades upprepa detta fyra år senare. Hon har även vunnit två olympiska guldmedaljer i dubbel tillsammans med andra : damdubbel 2004 och lagtävling 2008. Med fyra guld är hon den bordtennisspelare som fått flest olympiska guldmedaljer i bordtennis tillsammans med Wang Nan och Deng Yaping.

## Meriter

### Olympiska meriter

#### Olympiska sommarspelen 2008
| Idrottare    | Gren   | Grundomgång          | Omgång 1             | Omgång 2             | Omgång 3              | Omgång 4             | Kvartsfinal          | Semifinal            | Final                |  |
| Idrottare    | Gren   | Motståndare Resultat | Motståndare Resultat | Motståndare Resultat | Motståndare Resultat  | Motståndare Resultat | Motståndare Resultat | Motståndare Resultat | Motståndare Resultat |  |
| ------------ | ------ | -------------------- | -------------------- | -------------------- | --------------------- | -------------------- | -------------------- | -------------------- | -------------------- |  |
| Zhang Yining | Singel |                      |                      |                      | Pavlovich (BLR) W 4-0 | Fukuhara (JPN) W 4-1 | Feng (SIN) W 4-1     | Li (SIN) W 4-1       | Wang (CHN) W 4-1     |  |

### Fotnoter
1. ↑  läst: 23 april 2022.[källa från Wikidata]
2. ↑  ”Zhang Yining - Profile”. en.olympic.cn. Chinese Olympic Committee. http://en.olympic.cn/athletes/serch_Z/2004-10-13/347795.html. Läst 10 juni 2011.
3. ↑  ”Zhang Yining” (på engelska). sports-reference.com. Arkiverad från originalet den 18 mars 2009. https://web.archive.org/web/20090318165910/http://www.sports-reference.com/olympics/athletes/zh/zhang-yining-1.html. Läst 19 februari 2016.